# Fagiano Okayama
Fagiano Okayama är ett fotbollslag från Okayama i Okayama prefektur i Japan. 
Laget spelar för närvarande (2023) i den näst högsta proffsligan J2 League.

## Placering tidigare säsonger
| Säsong | Nivå | Liga      | Placering | Referens |          |
| ------ | ---- | --------- | --------- | -------- | -------- |
| 2009   | 2    | J2 League | 18        | [ 2 ]    |          |
| 2010   | 2    | J2 League | 17        | [ 3 ]    |          |
| 2011   | 2    | J2 League | 13        | [ 4 ]    |          |
| 2012   | 2    | J2 League | 8         | [ 5 ]    |          |
| 2013   | 2    | J2 League | 12        | [ 6 ]    |          |
| 2014   | 2    | J2 League | 8         | [ 7 ]    |          |
| 2015   | 2    | J2 League | 11        | [ 8 ]    |          |
| 2016   | 2    | J2 League | 6         | [ 9 ]    |          |
| 2017   | 2    | J2 League | 13        | [ 10 ]   |          |
| 2018   | 2    | J2 League | 15        | [ 11 ]   |          |
| 2019   | 2    | J2 League | 9         | [ 12 ]   |          |
| 2020   | 2    | J2 League | 17        | [ 13 ]   | Pandemin |
| 2021   | 2    | J2 League | 11        | [ 14 ]   | Pandemin |
| 2022   | 2    | J2 League | 3         | [ 15 ]   | Pandemin |
| 2023   | 2    | J2 League | 10        | [ 16 ]   |          |
| 2024   | 2    | J2 League | 5         | [ 17 ]   |          |

## Spelartrupp
Aktuell 23 april 2022
| Nr | Land       | Pos | Namn                                  |
| -- | ---------- | --- | ------------------------------------- |
| 1  | Japan      | MV  | Togo Umeda (lån från Shimizu S-Pulse) |
| 2  | Japan      | F   | Yuma Hiroki                           |
| 3  | Japan      | F   | Kaito Abe                             |
| 4  | USA        | F   | Mizuki Hamada                         |
| 5  | Japan      | F   | Yasutaka Yanagi                       |
| 6  | Japan      | MF  | Kohei Kiyama                          |
| 7  | Brasilien  | A   | Tiago Alves                           |
| 8  | Australien | MF  | Stefan Mauk                           |
| 9  | Sydkorea   | A   | Han Eui-kwon                          |
| 10 | Japan      | MF  | Kiwara Miyazaki                       |
| 11 | Japan      | MF  | Tomohiko Miyazaki                     |
| 13 | Japan      | MV  | Junki Kanayama                        |
| 14 | Japan      | MF  | Yudai Tanaka                          |
| 15 | Australien | A   | Mitchell Duke                         |
| 16 | Japan      | F   | Ryosuke Kawano                        |
| 17 | Japan      | MF  | Kenji Sekido                          |
| 18 | Japan      | A   | Kazuki Saito                          |
| 19 | Japan      | MF  | Takaya Kimura                         |

| Nr | Land          | Pos | Namn                                     |
| -- | ------------- | --- | ---------------------------------------- |
| 20 | Japan         | A   | Riyo Kawamoto (lån frånShimizu S-Pulse)  |
| 21 | Japan         | MV  | Hiroki Mawatari                          |
| 22 | Japan         | MF  | Kodai Sano                               |
| 23 | Nederländerna | F   | Jordy Buijs                              |
| 24 | Japan         | F   | Shumpei Naruse (lån från Nagoya Grampus) |
| 26 | Japan         | F   | Haruka Motoyama                          |
| 25 | Japan         | MF  | Tatsuhiko Noguchi                        |
| 27 | Japan         | MF  | Yosuke Kawai                             |
| 28 | Japan         | MF  | Yuto Hikida                              |
| 31 | Japan         | MV  | Rissei Taniguchi                         |
| 32 | Japan         | A   | Tomoya Fukumoto                          |
| 35 | Japan         | MV  | Daiki Hotta (lån från Shonan Bellmare)   |
| 39 | Japan         | A   | Haruto Shirai                            |
| 40 | Japan         | MF  | Shunnosuke Matsuki                       |
| 41 | Japan         | F   | Shuhei Tokumoto                          |
| 50 | Japan         | F   | Koji Sugiyama                            |